# Bengt Ingolfsson
Bengt Ingolfsson (Benedictus Ingolphi), död 25 december 1662, var en svensk ämbetsman.
Bengt Ingolfsson var rektor i Nyköping när han 1618 blev inspektor för kammararkivet som dess förste tjänsteman, och blev 1631 dess generalinpektör. Bengt Ingolfsson fick i sin fullmakt 1631 i uppdrag att göra utredningar över räkenskaperna vilka skulle presenteras för kammarrådet, och att kontrollera att det fanns riktiga jordeböcker samt hålla ordning på arkivets handlingar och registrera dem. Det var Bengt Ingolfsson som ordnade handlingarna i band landskapsvis sorterade efter år, och även numrerade dem efter de fögderier de härrörde från. För de olika landskapen upprättades även register, av vilka åtminstone det för Uppland skrevs av Bengt Ingolfsson. Ett generalregister med handlingar fram till 1637 har troligen även det upprättats av Bengt Ingolfsson. På äldre dagar blev han dock mindre verksam, möjligen på grund av att han som han själv uppger lidit av tjänstelokalens "köld, stank och damm". Vid en inventering av arkivet 1651 framfördes klagomål på att handlingar ännu låg oregistrerade. Vid samma tillfälle beslöt man även att lån ur arkivet endast fick göras i kronans tjänst mot kvitto av kamrerarna, då handlingar tidigare försvunnit i samband med dylika lån. Bengt Ingolfsson beskrivs vid sitt frånträde av tjänsten 1654 som en åldrig och snart utlevad man.